# Crkva Šogakat
Crkva Šogakat (armenski: Շողակաթ եկեղեցի; značenje: "kap svjetlosti", zbog zrake svjetlosti koja je sišla s neba na sv. Ripismu mučenicu) - armenska crkva, koju je sagradio princ Aghamal Soroteci 1694. godine za vrijeme katolikosa Nahabeda I. u gradu Ečmijadzinu. Ova crkva, zajedno s nekoliko obližnjih lokaliteta (Katedrala i crkve Ečmijadzina i arheološki lokalitet Zvartnoc), zaštićena je kao UNESCO-ov lokalitet Svjetske baštine.
Crkva se nalazi na svetom mjestu gdje je skupina neimenovanih redovnica, sljedbenica sv. Gajane i sv. Ripisme, podnijela mučeništvo, za vrijeme pokrštavanja Armenaca 301. godine.
Šogakat je zasvođena jednobrodna bazilika s polukružnom istočnom apsidom. Neki dijelovi zida apside potječu iz 5. stoljeća. Kao i u nekim drugim srednjovjekovnim armenskim crkavama, tambur i kupola nalaze se izvan središta, prema zapadu. Glavni portal vodi u unutrašnjost iz otvorene galerije vezane na zapadni zid. Drugi manji portal je na južnom zidu.  Malo ukrasa krasi glavni dio crkve, osim geometrijskog uzorka koji je oko srednjega dijela vanjske strane tambura, neki hačkari ugrađeni u gornjim zidovima i geometrijski unakrsan dizajn na vanjskom istočnom zidu rozete i dva mala križa u obliku prozora, koji omogućuju svjetlo u apsidi crkve.